# Pyrestes politus
Pyrestes politus är en skalbaggsart som beskrevs av Francis Polkinghorne Pascoe 1866. Pyrestes politus ingår i släktet Pyrestes och familjen långhorningar. Inga underarter finns listade i Catalogue of Life.